# Reaganomics

Conferência do presidente Reagan, no Salão Oval, em julho de 1981, descrevendo seu plano de redução de impostos

Reaganomics (uma palavra-valise resultante de fusão de Reagan e economics, cuja criação é atribuída ao radialista Paul Harvey) refere-se à política econômica adotada pelo Presidente dos Estados Unidos, Ronald Reagan, durante a década de 1980, cujos quatro pilares eram:
1. Redução do gasto público;
2. Redução do imposto sobre a renda e sobre os ganhos de capital;
3. Redução da regulação da economia;
4. Controle da oferta de moeda  para reduzir a inflação.

Em sua intenção declarada de cortar os gastos domésticos enquanto reduzia impostos, a abordagem de Reagan divergiu de seus predecessores imediatos. Embora seus registros ainda sejam debatidos, Reagan obteve sucesso com alíquotas baixas em conjunto com impostos sobre renda simplificados, e desregulação continuada da economia. Entretanto, os gastos do governo e os déficits subiram durante sua administração, assim como a disparidade entre ricos e pobres.

## Contexto histórico
Antes do governo de Reagan, os Estados Unidos viveram uma década de estagnação econômica e inflação, conhecida como estagflação. Pressão política favoreceram estímulos, resultando em uma expansão da oferta de dinheiro. O controle de salário e preço de Nixon foi abandonado. Sob a administração de Ford, os problemas continuaram. As reservas nacionais de petróleo foram criadas para facilitar qualquer impacto futuro de curto prazo. Carter começou a eliminar o controle de preço sobre o petróleo, mas criou o Departamento de Energia. Muito do crédito para a resolução da estagflação é dado a duas causas: três anos de contração regulada da oferta de dinheiro pela Reserva Federal, sob a direção de Paul Volcker, a facilitação de longo prazo do fornecimento e o controle de preço do petróleo. No momento que Reagan assumiu a presidência, a estagflação estava próxima do fim e durante o resto de sua presidência a economia andou bem.[carece de fontes?]

### Política interna e confronto geopolítico com a União Soviética
A administração de Reagan teve como sua principal fonte doutrinária o pensamento produzido pelo grupo de intelectuais neoconservadores, que tinham em Irving Kristol seu mentor. Vários deles ocuparam posições importantes no seu governo. Essa doutrina determinou as posições do governo Reagan, tanto em sua política interna, quanto em sua política internacional. No plano interno, a redução dos impostos e dos gastos governamentais e a desregulação dos mercados marcaram a materialização das ideias neoconservadoras adotadas por Reagan. No Plano externo, o confronto geopolítico com a União Soviética, a questão da proliferação dos armamentos nucleares, o fim da Guerra Fria, com a queda da União Soviética, foram os temas enfrentados.
Até o governo anterior, toda a ação no plano internacional seguia a doutrina da détente, uma crença de que a melhor estratégia no plano internacional seria estabelecer uma distensão nas relações com a União Soviética por meio de uma aproximação política, que poderia evoluir para relações comerciais, evitando, assim, o risco de um conflito militar e até nuclear. No plano bélico, certo poder militar nuclear instalado em território de países aliados, geralmente próximo às fronteiras da União Soviética, seria suficiente para impor uma contenção aos soviéticos em seus objetivos de hegemonia militar e geopolítica na região da Europa. na era Reagan, por sua vez, a posição americana se alterou para a imposição de uma política internacional com maior exibição de força, com os projetos de defesa do governo - como um escudo aéreo, cuja tecnologia previa a destruição de mísseis disparados em direção ao território dos Estados Unidos, ou de seus aliados, ainda no ar, durante o percurso, antes que se aproximassem dos territórios protegidos, o que veio a ser conhecido popularmente como "guerra nas estrelas" - ou mesmo a pressão exercida sobre os soviéticos a partir da decisão de fabricar e instalar uma grande quantidade de mísseis nucleares nas regiões de fronteira, apontando para pontos estratégicos no território soviético. Essa política colocou grande pressão econômica sobre a União Soviética, que não fora capaz de suportar o volume de gastos militares para fazer frente à possível escaladas bélica imposta pelos Estados Unidos. A incapacidade econômica soviética de fazer frente a ressa pressão é apontada como uma das causas do colapso da ex-superpotência e do fim do período da Guerra Fria. A doutrina neoconservadora conduziu o governo Reagan a essa resolução no plano internacional e lhe deu suporte para as políticas internas de desregulamentação de mercados e redução da carga tributária e, também, para a rediscussão do sistema de assistência social construído no contexto da criação do Estado de bem-estar social, plataforma encampada pelos governos democratas que o antecederam.

## Fim daReaganomics
A Reaganomics continuou mesmo após o fim do mandato de Reagan, a 20 de janeiro de 1989, através do seu sucessor e antigo Vice-Presidente, George H. W. Bush, e terminou oficialmente nos primeiros meses de 1993, já no governo de Bill Clinton, que reverteu as decisões da era Reagan-Bush, que, apesar de terem propiciado o crescimento econômico dos Estados Unidos, levaram o país ser uns dos maiores devedores no mundo. Reagan descreveu o aumento vertiginoso da dívida pública americana como "a maior decepção" de sua presidência.

## Consequências

### Efeitos

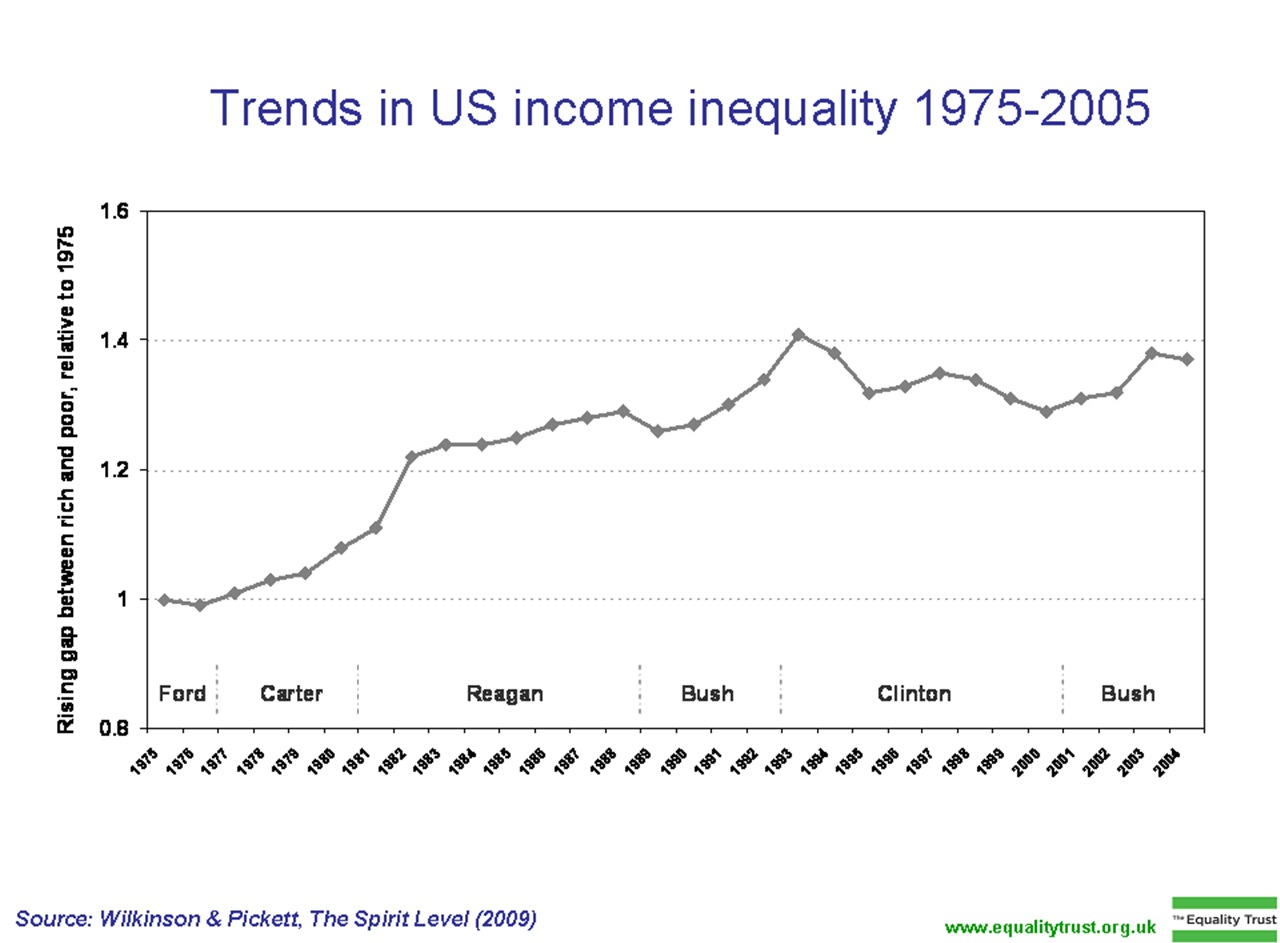
Tendências de desigualdade social nos Estados Unidos, entre 1975 e 2004.

Os gastos do governo Reagan para os anos fiscais de 1982–89 ficaram, em média, aproximadamente 21,6% do PIB, muito parecido com a média de gastos públicos durante a administração do Presidente Barack Obama (2009-17). Tanto Obama quanto Reagan assumiram a presidência em um período de recessão econômica. No governo Reagan houve um grande aumento da dívida pública, que subiu de 26% do PIB (US$ 712 bilhões) em 1980 para 41% em 1988 (US$ 2,052 trilhões). O desemprego havia subido de 7,5% em 1980 para 11% em 1982, mas em 1988 era de apenas 5,4%. Os índices de inflação foram de 10% em 1980 para 4% em 1988. A média de geração de postos de emprego na década de 1980 era de 168 000 por mês, contra 216 000 de Carter, 55 000 de George H.W. Bush e 239 000 por Bill Clinton.
O PIB americano cresceu durante um-terço do governo Reagan, com US$ 2 trilhões de dólares adicionais sendo somados ao montante das riquezas produzidas pelo país no final de oito anos. A média de crescimento anual do PIB foi de 3,6% durante a administração de Ronald Reagan, comparado com 2,7% durante os oito anos anteriores. O crescimento per capita do produto interno bruto americano ficou em média em torno de 2,6% sob Reagan, comparado com 1,9% nos oito anos anteriores. Em termos nominais, a renda dos lares americanos cresceu em média 5,5% na presidência de Reagan, comparado com 8,5% nos cinco anos anteriores.
Já o percentual de pessoas vivendo abaixo da linha da pobreza cresceu levemente de 13% em 1980 para 15,2% em 1983, antes de cair para 13% novamente em 1988. No geral, a diferença de riqueza entre ricos e pobres cresceu exponencialmente durante a administração Reagan. No seu primeiro mandato, houve um aumento no número de pessoas sem teto.

### Análise

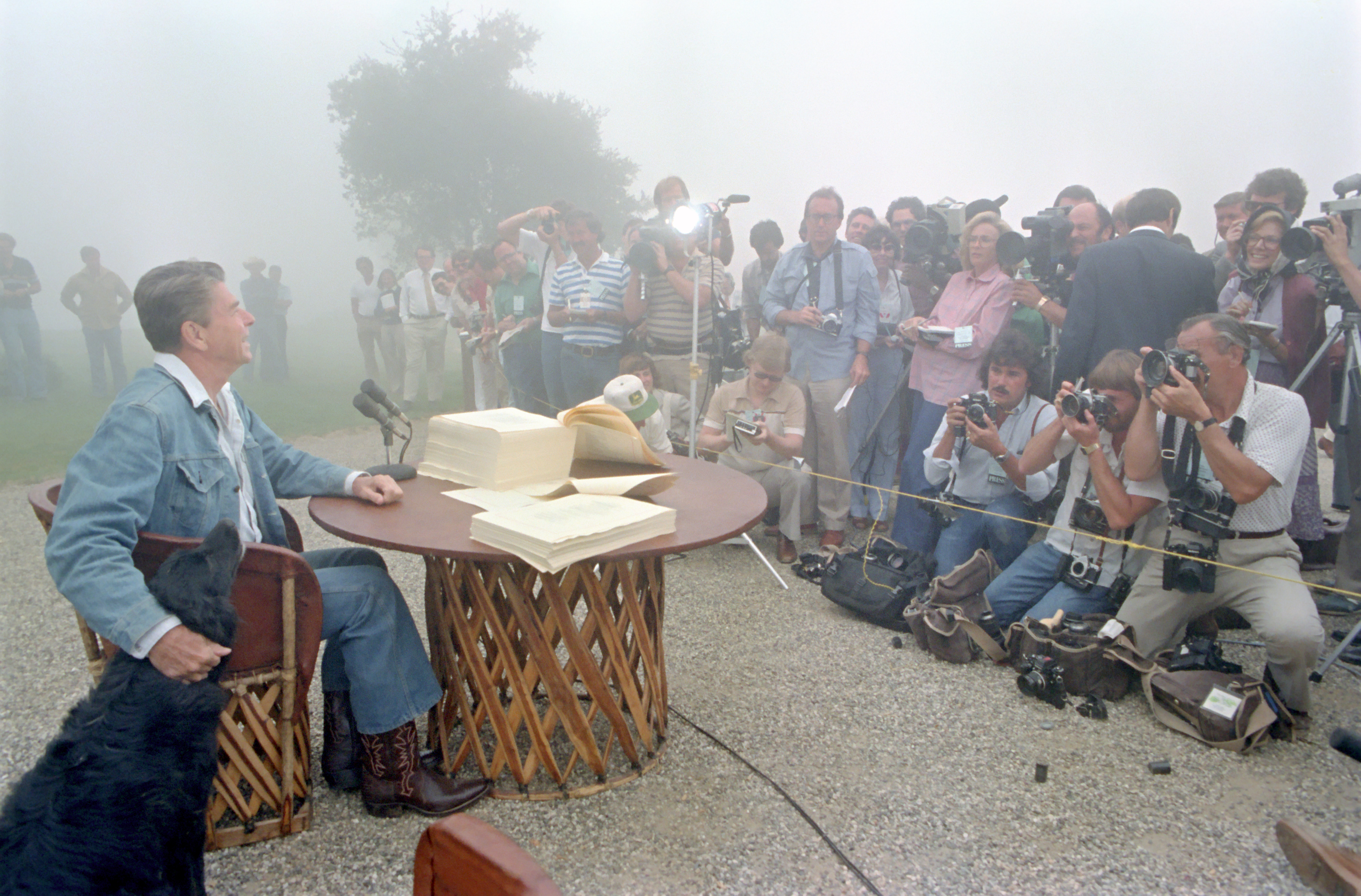
Reagan assinando o Economic Recovery Tax Act de 1981.

O impacto das políticas econômicas de Reagan ao longo dos anos é controverso e causa debates por parte de economistas e analistas. Um dos aspectos mais visíveis da econômica do governo Reagan foi sua política fiscal. Impostos foram cortados, mirando principalmente a população mais pobre e os mais ricos (embora estes tenham visto, inicialmente, um leve aumento em suas contribuições). Estas políticas ficaram conhecidas como "trickle-down economics" (ou "economia do gotejamento", em português), com muitos benefícios e cortes de impostos e taxas para a população mais rica e para as grandes empresas, numa esperança de que estes, com menos dinheiro sendo enviado para o governo federal, pudessem "repassar" seus benefícios para as camadas mais pobres da população. Segundo um estudo de 2003, o principal motivo do aumento do déficit das contas do governo e o aumento da dívida pública foram os cortes de impostos, que começaram em 1981, sem uma política clara de cortes de gastos por parte do governo para acompanhar. As receitas do governo caíram no começo, mas cresceram nos anos seguintes, ainda que em menor nível que os gastos públicos mas, mesmo assim, acima da inflação.
Politicamente, durante a campanha presidencial, Reagan havia prometido cortar gastos e diminuir o tamanho do governo, incluindo a abolição de departamentos federais, como o de Energia e o de Educação. Ele não cumpriu essas promessas. O número de funcionários públicos federais subiu uma média de 4,2% por ano durante o governo Reagan, levemente abaixo das administrações anteriores.
Um estudo feito em 1996 pelo Instituto Cato, um think tank libertário, afirmou que a economia americana se portou melhor durante o governo Reagan do que em qualquer administração anterior ou posterior a ela. Segundo o estudo, a renda familiar dos americanos aumentou cerca de US$ 4 mil dólares por ano. Os juros, impostos e desemprego caíram. O economista e escritor Stephen Moore afirmou que "nenhuma outra política impactou tanto a economia americana" do que o corte de impostos de 1981, promulgado por Reagan, que iria, na década de 1980, adicionar US$ 15 trilhões de dólares em riquezas para o país. Milton Friedman afirmou: "Reaganomics tinha quatro princípios: impostos marginais baixos, menos regulamentação governamental, restrição em gastos públicos, política monetária não inflacionária. Embora Reagan não tenha alcançado todos os seus objetivos, ele fez muitos progressos."
Já o economista Paul Krugman afirma que o crescimento econômico americano na década de 1980 foi, na verdade, resultado de um ciclo econômico e das políticas monetárias de Paul Volcker, o presidente do Federal Reserve. Krugman diz que não havia nada de excepcional no crescimento econômico do governo Reagan. O economista William Niskanen diz que, no longo prazo, os efeitos do aumento da dívida pública (que triplicou no governo Reagan) foi maléfico. Houve uma grave crise de poupança e empréstimo e o país entraria em recessão ainda na década de 1980, no governo do sucessor de Reagan.